# Péon deuxième
Le péon deuxième ou péon second (grec ancien παιών Bʹ, forme ionienne-attique de παιάν, « péan », et chiffre 2 ; il est dit « deuxième » parce que la deuxième syllabe y est lourde ; latin secundus paeon) est un pied tétrasyllabique de la métrique antique et notamment de la métrique grecque et latine. Il se compose, comme les trois autres péons, d’une syllabe longue et de trois syllabes brèves, la syllabe longue étant, dans le cas présent du péon deuxième, précédée d’une syllabe brève et suivie de deux brèves. Il contient cinq mores et son schéma métrique pur est | ∪ — ∪ ∪ | (♪♩♪♪), mais il peut être résolu en | ∪ ∪ ∪ ∪ ∪ | ou devenir un bacchée : | ∪ — —|. Il est du genre sesquialtère.
Pour les métriciens anglosaxons, son symbole est 2p.
Mots latins qui sont des péons deuxièmes : rĕsōlvĕrĕ, cité dans L'Encyclopédie (1751) ; poëticus.

Mots grecs : χελιδόνος, ἀνάξιος.

## Étymologie
Le nom du pied est lié aux chants Péan, compositions religieuses en l'honneur d'Apollon et d'Artémis mais aussi reliées au dieu grec Péan (ou Péon).

## Un pied rare en métrique antique
Le péon deuxième est bien plus rare dans les hymnes grecques que le péon premier ou que le péon quatrième.
Certains estiment même que ce sont des métriciens systématiques, sans doute par souci de symétrie, qui auraient donné ce nom à un pied inexistant. Mais linguistes et poètes se sont emparés de la chose et en ont fait un véritable pied métrique.
Bien attesté en grec à la coupe bucolique par exemple chez Théocrite, le péon deuxième est plutôt rare chez Virgile avant ponctuation bucolique (il est hapax dans les Bucoliques).

## Utilisation en métrique syllabo-tonique
Dans la métrique syllabo-tonique, le péon désigne parfois une paire de pieds iambiques ou trochaïques où un accent a été omis.
Le poète Innocent Annenski a écrit un curieux sonnet intitulé « Péon deuxième, péon quatrième ? » (« Пэон второй — пэон четвёртый ») où ce pied joue le rôle d’un symbole et renvoie à toute une esthétique de l’histoire littéraire.